# II liga polska w hokeju na lodzie (1981/1982)
II liga polska w hokeju na lodzie 1981/1982 – 27. sezon drugiego poziomu ligowego hokeja na lodzie w Polsce rozegrany na przełomie 1981 i 1982 roku.

## Formuła
W czerwcu władze PZHL zdecydowały o reorganizacji rozgrywek I i II ligi, informując o ponownym podziale drugiej klasy ligowej na dwie grupy (decyzja motywowana względami oszczędnościowymi), w których przewidziano łącznie 12 zespołów (7 w Grupie Północnej i 5 w Grupie Południowej), zaś po czterorundowym sezonie zasadniczym zaplanowano kwalifikację dwóch najlepszych ekip z grup do turnieju finałowego stanowiącego baraż o jedno miejsce w ekstraklasie dla zwycięzcy. W czerwcu 1981 dokonano podziału uczestników rozgrywek na dwie grupy, północną i południową. Start sezonu ustalono na 24 października 1981. Rozgrywki zainaugurowano dwumeczem 24 i 25 października. Po przerwie na przełomie grudnia 1981 i stycznia 1982 (w Polsce wprowadzono stan wojenny) rozgrywki zostały wznowione 6 lutego 1982.

## Sezon zasadniczy

### Grupa Północna
1. Stoczniowiec Gdańsk
2. Pomorzanin Toruń
3. Stilon Gorzów Wielkopolski
4. Włókniarz Zgierz
5. Pogoń Siedlce
6. Znicz Pruszków
7. Tarpan Poznań

### Grupa Południowa
W rundzie rewanżowej nastąpiły zmiany w kolejności dwumeczów w porównaniu z kolejnością z pierwszej rundy. Od początku 1982 klub KTH Krynica, po fuzji z rozwiązaną uprzednio sekcją Legii Warszawa, był określany jako KTH Legia. W rundzie rewanżowej nie brał udziału Chemik Kędzierzyn-Koźle, który wycofał się z rozgrywek.
| - I dwumecz – 24-25.X.1981: - Unia Oświęcim – Stal Sanok 2:5 (0:1, 0:2, 2:2), 3:4 (2:0, 0:2, 1:2) - Chemik Kędzierzyn – GKS Jastrzębie 0-10, 1-11 - KTH Krynica – pauza - II dwumecz – 07-08.XI.1981: - GKS Jastrzębie – Unia Oświęcim - Stal Sanok – pauza - III dwumecz – 14-15.XI.1981: - Stal Sanok – GKS Jastrzębie 3:4 (1:2, 0:1, 2:1), 3:5 (0:2, 0:1, 3:2) - Unia Oświęcim – KTH Krynica 7:5, 8:4 - Chemik Kędzierzyn-Koźle – pauza - IV dwumecz – 21-22.XI.1981: - KTH Krynica – Stal Sanok 3:3 (1:2, 1:0, 1:1), 5:2 (1:0, 4:1, 0:1) - Chemik Kędzierzyn-Koźle – Unia Oświęcim 2:21, 2:20 - GKS Jastrzębie – pauza - V dwumecz – 28-29.XI.1981: - Stal Sanok – Chemik Kędzierzyn-Koźle 16:0 (4:0, 8:0, 4:0), 26:1 (13:1, 6:0, 7:0) - GKS Jastrzębie – KTH Krynica 4:1, 2:1 - Unia Oświęcim – pauza |  | - I dwumecz – 27-28.II.1982: - Stal Sanok – Unia Oświęcim 4:7 (2:1, 2:3, 0:3), 4:2 (2:0, 2:0, 0:2) - KTH Legia – pauza - II dwumecz – 06-07.III.1982: - Unia Oświęcim – GKS Jastrzębie 8:6, 3:5 - Stal Sanok – pauza - III dwumecz – 13-14.II.1982: - GKS Jastrzębie – Stal Sanok 4:7 (1:1, 1:0, 2:6), 2:5 (1:2, 0:2, 1:1) - KTH Legia – Unia Oświęcim 3:4, 5:9 - Chemik Kędzierzyn-Koźle – pauza - IV dwumecz – 06-07.II.1982: - Stal Sanok – KTH Legia 7:2 (3:0, 2:0, 2:2), 6:4 (3:1, 1:2, 2:1) - Unia Oświęcim – Chemik Kędzierzyn-Koźle - GKS Jastrzębie – pauza - V dwumecz – 20-21.II.1982: - Chemik Kędzierzyn-Koźle – Stal Sanok 0:5, 0:5 (walkower) - KTH Krynica – GKS Jastrzębie - Unia Oświęcim – pauza |

Królem strzelców Grupy Południowej został Ryszard Bieleń, a drugi był Marek Jachna (obaj Stal Sanok).

#### Tabela
| Lp. | Zespół                  | M  | Pkt | W  | R | P  | G + | G - | +/-  |
| --- | ----------------------- | -- | --- | -- | - | -- | --- | --- | ---- |
| 1   | Stal Sanok              | 16 | 23  | 11 | 1 | 4  | 105 | 44  | +61  |
| 2   | Unia Oświęcim           | 16 | 23  | 11 | 1 | 4  | 113 | 54  | +59  |
| 3   | GKS Jastrzębie          | 16 | 19  |    |   |    | 74  | 48  | +26  |
| 4   | KTH / Legia Krynica     | 16 | 16  |    |   |    | 90  | 59  | +31  |
| 5   | Chemik Kędzierzyn-Koźle | 16 | 0   | 0  | 0 | 16 | 8   | 185 | -177 |

- = awans do turnieju finałowego

## Eliminacje do I ligi
Dwa turnieje finałowe, stanowiące eliminacje do I ligi, odbyły się w miastach drużyn, które wygrały obie grupy II ligi: w Sanoku (lodowisko Torsan, 26-28 marca 1982) i w Gdańsku (Hala Olivia, 2-4 kwietnia 1982).
I Turniej w Sanoku (mecze o godz. 16:00 i 18:30)
- 26.III.1982:
  - Stoczniowiec Gdańsk – Unia Oświęcim 6:3 (4:1, 2:2, 0:0)
  - Stal Sanok – Pomorzanin Toruń 4:4 (2:3, 1:0, 1:1)
- 27.III.1982:
  - Pomorzanin Toruń – Stoczniowiec Gdańsk 3:1 (1:0, 0:0, 2:1)
  - Stal Sanok – Unia Oświęcim 6:2 (3:1, 1:0, 2:1)
- 28.III.1982:
  - Pomorzanin Toruń – Unia Oświęcim 3:3 (0:2, 0:0, 3:1)
  - Stal Sanok – Stoczniowiec Gdańsk 2:4 (0:0, 1:2, 1:2)

II Turniej w Gdańsku
- 02.IV.1982:
  - Pomorzanin Toruń Gdańsk – Stal Sanok 3:3
  - Stoczniowiec Gdańsk – Unia Oświęcim 4:2 (1:0, 0:1, 3:1)
- 03.IV.1982:
  - Stal Sanok – Unia Oświęcim 4:3 (3:1, 1:0, 2:1)
  - Stoczniowiec Gdańsk – Pomorzanin Toruń 4:1 (1:0, 0:1, 3:0)
- 04.IV.1982:
  - Pomorzanin Toruń – Unia Oświęcim 6:3
  - Stoczniowiec Gdańsk – Stal Sanok 14:6 (4:0, 4:3, 6:3)

| Lp. | Zespół              | M | Pkt | W | R | P | G + | G - | +/- |
| --- | ------------------- | - | --- | - | - | - | --- | --- | --- |
| 1   | Stoczniowiec Gdańsk | 6 | 10  | 5 | 0 | 1 | 33  | 17  | +16 |
| 2   | Pomorzanin Toruń    | 6 | 7   | 3 | 1 | 2 | 20  | 18  | +2  |
| 3   | Stal Sanok          | 6 | 6   | 3 | 0 | 3 | 25  | 30  | -5  |
| 4   | Unia Oświęcim       | 6 | 1   | 0 | 1 | 5 | 16  | 29  | -12 |

- = awans do I ligi

W wyniku turnieju eliminacyjnego awans do I ligi edycji 1982/1983 uzyskał Stoczniowiec Gdańsk.
Druga drużyna turnieju eliminacyjnego, Pomorzanin Toruń we wrześniu rozegrała dwumecz stanowiący baraż o miejsce w I lidze 1982/1983 z ostatnią drużyną I ligi w sezonie 1981/1982, Cracovią:
- 10 września 1982: Cracovia – Pomorzanin Toruń 8:4 (2:2, 3:1, 3:1)[33]
- 14 września 1982: Pomorzanin Toruń – Cracovia 5:10 (0:2, 3:2, 2:6)[34][35]